# ستان ميلز
ستان ميلز (بالإنجليزية: Stan Mills)‏ هو لاعب كرة قدم أمريكية أمريكي، (و. 1896 – أبريل 1933 م).